# دریاچه ویالوزرو
دریاچه ویالوزرو (انگلیسی: Lake Vyalozero) یک دریاچه در استان مورمانسک کشور روسیه است.